# Championnats du monde d'athlétisme handisport 2024
Navigation
Paris 2023
Les championnats du monde d'athlétisme handisport 2024 sont une compétition d'athlétisme handisport organisée par la World Para Athletics, la branche sportive du Comité international paralympique.
Il s'agit de la 11e édition de cet événement sportif international. Elle se déroule au stade du Mémorial de l'Universiade à Kobé au Japon, du 17 au 25 mai 2024. C'est la première fois que ces championnats paralympiques se déroulent en Asie de l'Est,.
Les championnats sont initialement prévus pour septembre 2021, mais ils sont décalés une première fois pour éviter tout conflit avec les Jeux paralympiques d'été de 2020, qui sont reportés en raison de la pandémie de Covid-19,.
En janvier 2022, les organisateurs demandent à la World Para Athletics de reporter l'événement à 2024 en raison de préoccupations liées au Covid-19. La semaine suivante, World Para Athletics confirme que l'événement n'aura pas lieu en 2022, mais en 2024.
La Chine se classe première au tableau des médailles avec 33 médailles d'or, devant le Brésil avec 19 médailles d'or.

## Liste des médaillés

### Femmes

#### 100 m
| Catégorie | Or                                                        | Argent                             | Bronze                                          |
| --------- | --------------------------------------------------------- | ---------------------------------- | ----------------------------------------------- |
| T11       | Jerusa Geber dos Santos Guide : Gabriel dos Santos Garcia | Liu Cuiqing Guide : Chen Shengming | Lorena Salvatini Spoladore Guide : Renato Costa |
| T12       | Darlenys de la Cruz Severino                              | Lorraine Gomes                     | Ni Made Arianti Putri                           |
| T13       | Lamiya Valiyeva                                           | Rayane Soares da Silva             | Gloria Majaga                                   |
| T34       | Hannah Cockroft                                           | Lan Hanyu                          | Moe Onodera                                     |
| T35       | Zhou Xia                                                  | Guo Qianqian                       | Preethi Pal                                     |
| T36       | Shi Yiting                                                | Danielle Aitchison                 | Verônica Hipólito                               |
| T37       | Wen Xiaoyan                                               | Taylor Swanson                     | Jiang Fenfen                                    |
| T38       | Luca Ekler                                                | Karen Palomeque                    | Darian Faisury Jiménez                          |
| T47       | Kiara Rodriguez                                           | Saška Sokolov                      | Anna Grimaldi                                   |
| T53       | Zhou Hongzhuan                                            | Gao Fang                           | Hamide Doğangün                                 |
| T54       | Noemi Alphonse                                            | Zhou Zhaoqian                      | Licia Mussinelli                                |
| T63       | Karisma Evi Tiarani                                       | Tomomi Tozawa                      | Kaede Maegawa                                   |
| T64       | Fleur Jong                                                | Marlene van Gansewinkel            | Sara Andrés Barrio                              |
| T72       | Magdalena Andruszkiewic                                   | Judith Tortosa Vila                | Sayers Grooms                                   |

#### 200 m
| Catégorie | Or                             | Argent                                           | Bronze                                                    |
| --------- | ------------------------------ | ------------------------------------------------ | --------------------------------------------------------- |
| T11       | Liu Cuiqing Guide : Xu Donglin | Thalita Simplício Guide : Felipe Veloso da Silva | Jerusa Geber dos Santos Guide : Gabriel dos Santos Garcia |
| T12       | Simran Sharma                  | Darlenys de la Cruz Severino                     | Lorraine Gomes                                            |
| T13       | Rayane Soares da Silva         | Erin Kerkhoff                                    | Mana Sasaki                                               |
| T35       | Zhou Xia                       | Guo Tianqian                                     | Preethi Pal                                               |
| T36       | Danielle Aitchison             | Shi Yiting                                       | Mali Lovell                                               |
| T37       | Wen Xiaoyan                    | Taylor Swanson                                   | Jiang Fenfen                                              |
| T38       | Karen Palomeque                | Darian Faisury Jiménez                           | non décernée                                              |
| T47       | Lisbeli Vera Andrade           | Brittni Mason                                    | Saška Sokolov                                             |
| T64       | Marlene van Gansewinkel        | Sydney Barta                                     | Beatriz Hatz                                              |

#### 400 m
| Catégorie | Or                                               | Argent                         | Bronze                              |
| --------- | ------------------------------------------------ | ------------------------------ | ----------------------------------- |
| T11       | Thalita Simplício Guide : Felipe Veloso da Silva | Liu Cuiqing Guide : Xu Donglin | Lahja Ishitile Guide : Sem Shimanda |
| T12       | Hajar Safarzadeh                                 | Lorraine Gomes                 | Ketyla Teodoro                      |
| T13       | Lamiya Valiyeva                                  | Carolina Duarte                | Rayane Soares da Silva              |
| T20       | Deepthi Jeevanji                                 | Aysel Önder                    | Lizanshela Angulo                   |
| T37       | Jiang Fenfen                                     | Victoria Slanova               | Liezel Gouws                        |
| T38       | Karen Palomeque                                  | Lindy Ave                      | Margarita Gontcharova               |
| T47       | Fernanda Yara da Silva                           | Lisbeli Vera Andrade           | Petra Luteran                       |
| T53       | Zhou Hongzhuan                                   | Gao Fang                       | Hamide Doğangün                     |
| T54       | Zhou Zhaoqian                                    | Noemi Alphonse                 | Tian Yajuan                         |

#### 800 m
| Catégorie | Or              | Argent        | Bronze          |
| --------- | --------------- | ------------- | --------------- |
| T34       | Hannah Cockroft | Lan Hanyu     | Liu Panpan      |
| T53       | Zhou Hongzhuan  | Gao Fang      | Hamide Doğangün |
| T54       | Merle Menje     | Zhou Zhaoqian | Tian Yajuan     |

#### 1 500m
| Catégorie | Or                                           | Argent                         | Bronze                                      |
| --------- | -------------------------------------------- | ------------------------------ | ------------------------------------------- |
| T11       | Yayesh Gate Tesfaw Guide : Kindu Sisay Girma | He Shanshan Guide : You Junjie | Louzanne Coetzee Guide : Erasmus Badenhorst |
| T13       | Tigist Gezahagn Menigstu                     | Fatima Ezzahra El Idrissi      | Somaya Bousaid                              |
| T20       | Barbara Bieganowska-Zając                    | Antônia Keyla                  | Ilona Biacsi                                |
| T54       | Zhou Zhaoqian                                | Tian Yajuan                    | Merle Menje                                 |

#### 5 000m
| Catégorie | Or          | Argent      | Bronze      |
| --------- | ----------- | ----------- | ----------- |
| T54       | Tian Yajuan | Merle Menje | Aline Rocha |

#### Saut en longueur
| Catégorie | Or                        | Argent                     | Bronze            |
| --------- | ------------------------- | -------------------------- | ----------------- |
| T11       | Asila Mirzayorova         | Lorena Salvatini Spoladore | Zhou Guohua       |
| T12       | Yokutkhon Kolbekova       | Sara Martínez              | Uran Sawada       |
| T20       | Zileide Cassiano da Silva | Debora Oliveira de Lima    | Fatma Damla Altın |
| T37       | Wen Xiaoyan               | Anais Angeline             | Elena Tretiakova  |
| T38       | Luca Ekler                | Margarita Gontcharova      | Karen Palomeque   |
| T47       | Kiara Rodriguez           | Anna Grimaldi              | Petra Luteran     |
| T63       | Vanessa Low               | Tomomi Tozawa              | Kaede Maegawa     |
| T64       | Fleur Jong                | Marlene van Gansewinkel    | Maya Nakanishi    |

#### Lancer du poids
| Catégorie | Or                          | Argent                     | Bronze                 |
| --------- | --------------------------- | -------------------------- | ---------------------- |
| F12       | Safiya Burkhanova           | Zhao Yuping                | Xue Enhui              |
| F20       | Sabrina Fortune             | Poleth Méndes              | Aleksandra Zaitseva    |
| F32       | Wanna Helena Brito Oliveira | Evgeniia Galaktionova      | Maroua Brahmi          |
| F33       | Gilda Guadalupe Cota Vera   | Wu Qing                    | Svetlana Krivenok      |
| F34       | Zou Lijuan                  | Bhagyashree Jadhav         | Saida Amoudi           |
| F35       | Wang Jun                    | Dilafruzkhon Akhmatkhonova | non décernée           |
| F37       | Li Yingli                   | Irina Vertinskaya          | Mi Na                  |
| F40       | Maryam Alzeyoudi            | Pauleth Mejía Hernández    | Lara Baars             |
| F41       | Raoua Tlili                 | Kubaro Khakimova           | Mayerli Buitrago Ariza |
| F46       | Noelle Malkamaki            | Holly Robinson             | Yukiko Saito           |
| F54       | Gloria Zarza Guadarrama     | Elizabeth Rodrigues Gomes  | Nurkhon Kurbanova      |
| F57       | Safia Djelal                | Xu Mian                    | Nassima Saifi          |
| F64       | Yao Juan                    | Arelle Middleton           | Yang Yue               |

#### Lancer du disque
| Catégorie | Or                        | Argent                     | Bronze               |
| --------- | ------------------------- | -------------------------- | -------------------- |
| F11       | Xue Enhui                 | Zhang Liangmin             | Izabela Campos       |
| F38       | Simoné Kruger             | Mi Na                      | Li Yingli            |
| F41       | Youssra Karim             | Raoua Tlili                | Estefany López       |
| F53       | Elizabeth Rodrigues Gomes | Keiko Onidani              | Elena Gorlova        |
| F55       | Érica Castaño             | Dong Feixia                | Rosa María Guerrero  |
| F57       | Nguyễn Thị Hải            | María de los Ángeles Ortiz | Myadagmaa Tumursuren |
| F64       | Yao Juan                  | Osiris Aneth Machado Plata | Yang Yue             |

#### Lancer du javelot
| Catégorie | Or                   | Argent               | Bronze                 |
| --------- | -------------------- | -------------------- | ---------------------- |
| F13       | Zhao Yuping          | Natalija Eder        | Lizaveta Dabravolskaya |
| F34       | Zou Lijuan           | Zuo Caiyun           | Fouzia El Kassioui     |
| F46       | Hollie Arnold        | Saška Sokolov        | Noëlle Roorda          |
| F54       | Nurkhon Kurbanova    | Flora Ugwunwa        | Elham Salehi           |
| F56       | Raíssa Rocha Machado | Hashemiyeh Motaghian | Lin Sitong             |

#### Lancer de massue
| Catégorie | Or                          | Argent        | Bronze                              |
| --------- | --------------------------- | ------------- | ----------------------------------- |
| F32       | Wanna Helena Brito Oliveiro | Maroua Brahmi | Giovanna Boscolo Castilho Gonçalves |
| F56       | Ekta Bhyan                  | Kashish Lakra | Nadjet Boucherf                     |

## Tableau des médailles
- Pays organisateur (Japon)

| Rang  | Nation                       | Or  | Argent | Bronze | Total |
| ----- | ---------------------------- | --- | ------ | ------ | ----- |
| 1     | Chine                        | 33  | 30     | 24     | 87    |
| 2     | Brésil                       | 19  | 12     | 11     | 42    |
| -     | Athlètes individuels neutres | 8   | 13     | 17     | 38    |
| 3     | Ouzbékistan                  | 7   | 4      | 2      | 13    |
| 4     | Grande-Bretagne              | 7   | 2      | 3      | 12    |
| 5     | États-Unis                   | 6   | 13     | 5      | 24    |
| 6     | Inde                         | 6   | 5      | 6      | 17    |
| 7     | Allemagne                    | 6   | 2      | 1      | 9     |
| 8     | Colombie                     | 5   | 5      | 6      | 16    |
| 9     | Algérie                      | 5   | 4      | 4      | 13    |
| 10    | Belgique                     | 5   | 0      | 0      | 5     |
| 11    | Tunisie                      | 4   | 6      | 7      | 17    |
| 12    | Iran                         | 4   | 5      | 5      | 14    |
| 13    | Azerbaïdjan                  | 4   | 0      | 0      | 4     |
| 14    | Mexique                      | 3   | 4      | 7      | 14    |
| 15    | Pays-Bas                     | 3   | 3      | 5      | 11    |
| 16    | Malaisie                     | 3   | 1      | 2      | 6     |
| 17    | Maroc                        | 2   | 5      | 3      | 10    |
| 18    | Nouvelle-Zélande             | 2   | 4      | 2      | 8     |
| 18    | Espagne                      | 2   | 4      | 2      | 8     |
| 20    | Turquie                      | 2   | 2      | 4      | 8     |
| 21    | Équateur                     | 2   | 2      | 3      | 7     |
| 22    | Afrique du Sud               | 2   | 2      | 2      | 6     |
| 23    | Pologne                      | 2   | 2      | 1      | 5     |
| 24    | Éthiopie                     | 2   | 1      | 0      | 3     |
| 24    | France                       | 2   | 1      | 0      | 3     |
| 26    | Hongrie                      | 2   | 0      | 3      | 5     |
| 27    | Cuba                         | 2   | 0      | 0      | 2     |
| 27    | Italie                       | 2   | 0      | 0      | 2     |
| 27    | Émirats arabes unis          | 2   | 0      | 0      | 2     |
| 30    | Serbie                       | 1   | 3      | 1      | 5     |
| 31    | Maurice                      | 1   | 2      | 0      | 3     |
| 31    | Venezuela                    | 1   | 2      | 0      | 3     |
| 33    | Australie                    | 1   | 1      | 3      | 5     |
| 34    | Bulgarie                     | 1   | 1      | 0      | 2     |
| 34    | République dominicaine       | 1   | 1      | 0      | 2     |
| 34    | Koweït                       | 1   | 1      | 0      | 2     |
| 37    | Indonésie                    | 1   | 0      | 5      | 6     |
| 38    | Finlande                     | 1   | 0      | 3      | 4     |
| 39    | Namibie                      | 1   | 0      | 1      | 2     |
| 40    | Costa Rica                   | 1   | 0      | 0      | 1     |
| 40    | Géorgie                      | 1   | 0      | 0      | 1     |
| 40    | Jordanie                     | 1   | 0      | 0      | 1     |
| 40    | Arabie saoudite              | 1   | 0      | 0      | 1     |
| 44    | Japon                        | 0   | 9      | 16     | 25    |
| 45    | Grèce                        | 0   | 3      | 1      | 4     |
| 46    | Portugal                     | 0   | 3      | 0      | 3     |
| 47    | Croatie                      | 0   | 2      | 1      | 3     |
| 48    | Canada                       | 0   | 2      | 0      | 2     |
| 49    | Sri Lanka                    | 0   | 1      | 2      | 3     |
| 50    | Autriche                     | 0   | 1      | 1      | 2     |
| 50    | Corée du Sud                 | 0   | 1      | 1      | 2     |
| 50    | Thaïlande                    | 0   | 1      | 1      | 2     |
| 53    | Lettonie                     | 0   | 1      | 0      | 1     |
| 54    | Nigeria                      | 0   | 1      | 0      | 1     |
| 55    | Norvège                      | 0   | 0      | 2      | 2     |
| 56    | Botswana                     | 0   | 0      | 1      | 1     |
| 56    | Irak                         | 0   | 0      | 1      | 1     |
| 56    | Lituanie                     | 0   | 0      | 1      | 1     |
| 56    | Slovaquie                    | 0   | 0      | 1      | 1     |
| 56    | Suisse                       | 0   | 0      | 1      | 1     |
| Total | Total                        | 168 | 168    | 168    | 504   |

Remarque : Certaines compétitions se sont déroulées mais n'ont pas été prises en compte dans le tableau en raison du faible nombre de concurrents.

## Tableau par points
94 nations sur 103 remportent au moins un point dans les 168 épreuves. Les 8 meilleures nations gagnent des points dans chaque épreuve,,.
| Rang            | Pays            | Points | Athlètes | Compétitions |
| --------------- | --------------- | ------ | -------- | ------------ |
| 1               | Chine           | 747    | 74       | 137          |
| 2               | Brésil          | 404.5  | 47       | 77           |
| 3               | Japon           | 287.5  | 66       | 88           |
| 4               | États-Unis      | 253    | 30       | 50           |
| 5               | Colombie        | 204    | 30       | 52           |
| 6               | Inde            | 177.5  | 40       | 43           |
| 7               | Ouzbékistan     | 153    | 24       | 34           |
| 8               | Algérie         | 152    | 20       | 34           |
| 9               | Mexique         | 151    | 24       | 32           |
| 10              | Tunisie         | 146    | 16       | 25           |
| 11              | Royaume-Uni     | 133    | 17       | 27           |
| 12              | Allemagne       | 127    | 18       | 28           |
| 13              | Iran            | 116    | 18       | 20           |
| 14              | Maroc           | 113    | 16       | 24           |
| 15              | Turquie         | 98     | 16       | 24           |
| 16              | Espagne         | 93     | 18       | 23           |
| 17              | Australie       | 90     | 20       | 27           |
| 18              | Pays-Bas        | 80     | 8        | 12           |
| 19              | Afrique du Sud  | 78.5   | 14       | 21           |
| 20              | Grèce           | 76     | 19       | 23           |
| Total (94 pays) | Total (94 pays) | -      | 1073     | 168          |

## Délégations
Source, :
1073 athlètes participent aux championnats, représentant 103 comités paralympiques nationaux.
1. Algérie (20)
2. Angola (3)
3. Argentine (6)
4. Arménie (2)
5. Australie (20)
6. Autriche (5)
7. Azerbaïdjan (5)
8. Bahreïn (2)
9. Belgique (7)
10. Bermudes (1)
11. Botswana (5)
12. Brésil (47)
13. Bulgarie (4)
14. Cameroun (8)
15. Canada (6)
16. Chili (3)
17. Chine (74)
18. Taipei chinois (2)
19. Colombie (30)
20. Costa Rica (2)
21. Croatie (10)
22. Cuba (14)
23. Chypre (1)
24. Tchéquie (6)
25. Danemark (9)
26. République dominicaine (7)
27. Équateur (12)
28. Égypte (5)
29. Estonie (1)
30. Éthiopie (4)
31. Fidji (3)
32. Finlande (7)
33. France (17)
34. Géorgie (3)
35. Allemagne (18)
36. Grande-Bretagne (17)
37. Grèce (19)
38. Guatemala (1)
39. Guinée (1)
40. Hong Kong (4)
41. Hongrie (6)
42. Islande (2)
43. Inde (40)
44. Indonésie (11)
45. Iran (18)
46. Irak (5)
47. Israël (3)
48. Italie (9)
49. Japon (66) (pays hôte)
50. Jordanie (3)
51. Kazakhstan (5)
52. Kenya (13)
53. Koweït (4)
54. Laos (2)
55. Lettonie (7)
56. Lituanie (17)
57. Macao (2)
58. Malaisie (11)
59. Maurice (12)
60. Mexique (24)
61. Moldavie (5)
62. Mongolie (4)
63. Monténégro (1)
64. Maroc (16)
65. Namibie (11)
66. Pays-Bas (8)
67. NPA (52)
68. Nouvelle-Zélande (5)
69. Nigeria (3)
70. Norvège (10)
71. Oman (2)
72. Panama (7)
73. Pérou (4)
74. Philippines (4)
75. Pologne (18)
76. Portugal (13)
77. Porto Rico (3)
78. Qatar (4)
79. Corée du Sud (6)
80. Roumanie (6)
81. Arabie saoudite (15)
82. Sénégal (3)
83. Serbie (6)
84. Singapour (4)
85. Slovaquie (1)
86. Slovénie (1)
87. Afrique du Sud (14)
88. Espagne (18)
89. Sri Lanka (6)
90. Suède (3)
91. Suisse (8)
92. Thaïlande (24)
93. Timor oriental (1)
94. Trinité-et-Tobago (1)
95. Tunisie (16)
96. Turquie (16)
97. Ouganda (3)
98. Émirats arabes unis (9)
99. États-Unis (30)
100. Ouzbékistan (24)
101. Venezuela (8)
102. Viêt Nam (5)